# Isabella García
Isabella García (Bogotá, 10 de abril de 2008) es una actriz colombiana.

## Filmografía

### Televisión
| Año  | Título                 | Personaje                | Canal              |
| ---- | ---------------------- | ------------------------ | ------------------ |
| 2016 | 2091                   | Vera                     | Fox Premium        |
| 2015 | Anónima                | Martina Velandia Suárez  | Canal RCN          |
| 2015 | La esclava blanca      | Isabel Parreño           | Caracol Televisión |
| 2014 | El Laberinto de Alicia | Valentina Borda Villegas | Canal RCN          |

### Cine
| Año  | Título                  | Personaje | Nota |
| ---- | ----------------------- | --------- | ---- |
| 2017 | Lost Bird (corto)       |           |      |
| 2016 | El niño de los mandados | Luz Mery  |      |
| 2015 | Adelaida (corto)        | Sofia     |      |

## Teatro
| Año  | Título                      | Personaje         | Nota               |
| ---- | --------------------------- | ----------------- | ------------------ |
| 2017 | El amor es un francotirador | La niña pelirroja | Victoria Hernández |

## Premios y nominaciones

### Premios India Catalina
| Año  | Categoría               | Trabajo                | Resultado |
| ---- | ----------------------- | ---------------------- | --------- |
| 2015 | Mejor actriz antagónica | El Laberinto de Alicia | Ganadora  |

### Premios TVyNovelas
| Año  | Categoría                                | Trabajo                | Resultado |
| ---- | ---------------------------------------- | ---------------------- | --------- |
| 2015 | Revelación del Año de Telenovela o Serie | El Laberinto de Alicia | Ganadora  |